# Parīs Īlia
Parīs Īlia (in greco: Πάρης Ηλία; Larnaca, 6 gennaio 1972) è un ex calciatore cipriota, di ruolo centrocampista.

## Carriera

### Club
Ha giocato nella massima serie cipriota con varie squadre.

### Nazionale
Ha giocato la sua unica partita con la nazionale cipriota nel 1998.